# 二點鏟頭沫蟬
二點鏟頭沫蟬（学名：Clovia bipunctata）为尖胸沫蟬科鏟頭沫蟬屬下的一个种。